# Mohamed Zaoui
Mohamed Zaoui est un boxeur algérien qui concourait dans les poids moyens né le 14 mai 1960 à Zaouiat El Yakoubi, Nedroma. Il a remporté la médaille de bronze aux Jeux olympiques de 1984 à Los Angeles dans la catégorie des moins de 75 kg.

## Carrière
Né en Algérie, Mohamed a cinq mois lorsqu’il arrive à Évin-Malmaison. Fils de mineur, il file le soir après l’école voir ses copains s’entraîner sur un ring à Carvin. Juste pour regarder. Sans imaginer un instant enfiler une paire de gants. Jusqu’au jour où, pour voir, il essaie. C’est le déclic. Il fait rapidement parler de lui. 
Très vite il intègre l’équipe de France junior. Accumule les victoires et collectionne les médailles. Il voulait se présenter sous les couleurs de la France mais le comité olympique algérien lui fait aussi les yeux doux. «  Alors j’y suis allé, j’ai payé le billet d’avion. C’était le 7 janvier 1984… » Six mois avant la cérémonie d’ouverture. «  Ils m’ont mis dans l’équipe nationale militaire. On avait 3 séances par jour, avec un entraîneur soviétique et un cubain. C’était très difficile. Mais il y avait les jeux au bout. » Les déplacements s’enchaînent. Mohamed fait le tour du monde. 
À un mois des jeux, alors qu’il a 24 ans, on lui annonce qu’il boxera dans les poids moyens aux JO. Six kilos à perdre ont fait de lui un pro de la diététique. « Je me voyais gagner. Si je suis parti là-bas, c’était pour marquer ma vie ». En août 1984, Mohamed affronte en demi-finales l’américain Virgil Hill. Il s'incline mais remporte tout de même la médaille de bronze. Il devient ainsi le premier médaillé olympique algérien.

## Palmarès
- Médaillé de bronze aux Jeux olympiques de 1984 à Los Angeles ( États-Unis)